# ذخیره‌گاه طبیعی آواسته
ذخیره‌گاه طبیعی آواسته (انگلیسی: Avaste Nature Reserve) یک ذخیره‌گاه طبیعی در شهرستان پارنو، استونی است که در سال ۱۹۸۱ میلادی به ثبت رسیده و ۵٬۲۲۶ هکتار وسعت دارد.
از جانوران این منطقه میتوان به لک‌لک سیاه، دارکوب پشت‌سفید، طرلان و جغد تالابی اشاره کرد. 

## نگارخانه

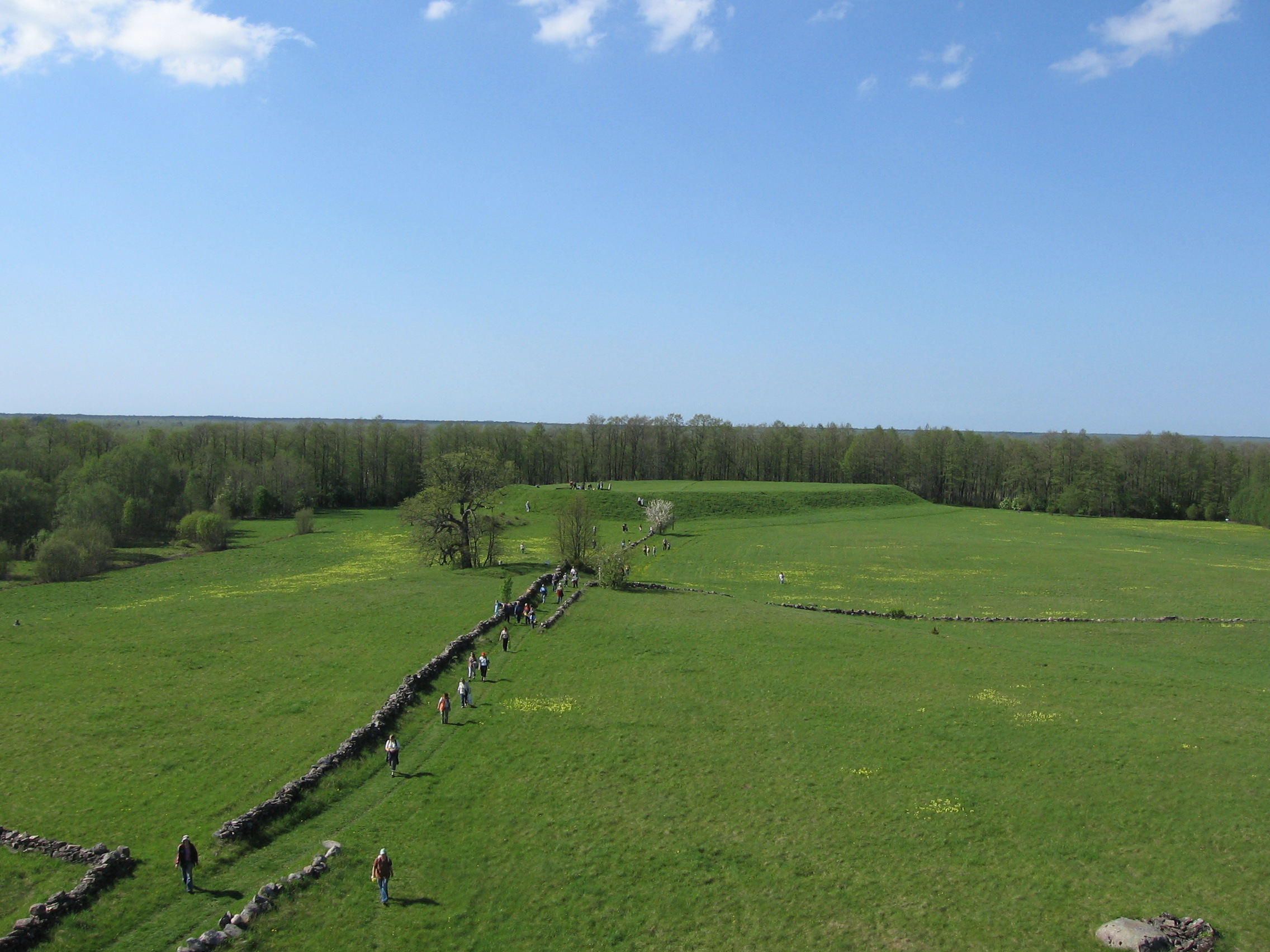
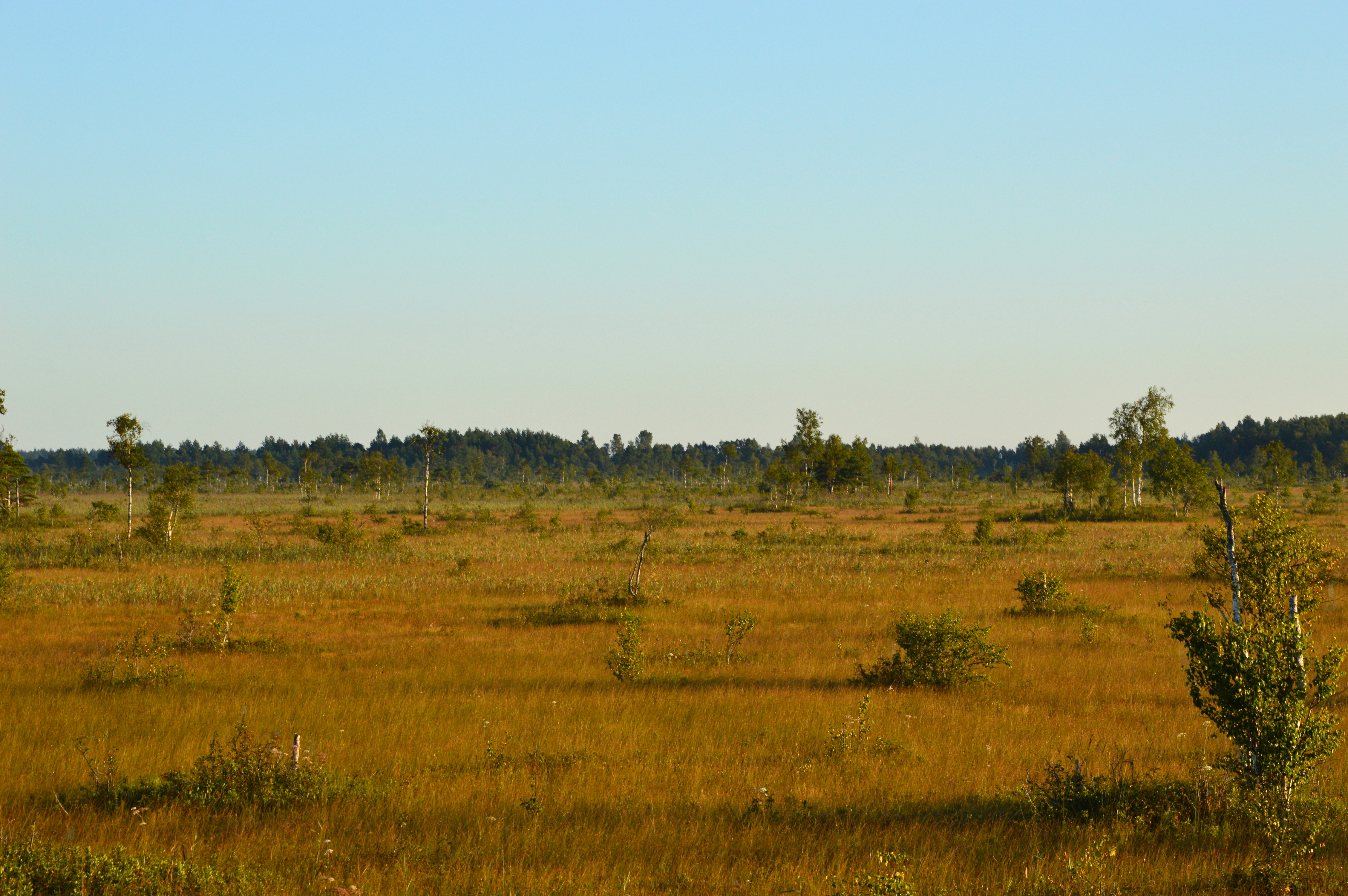
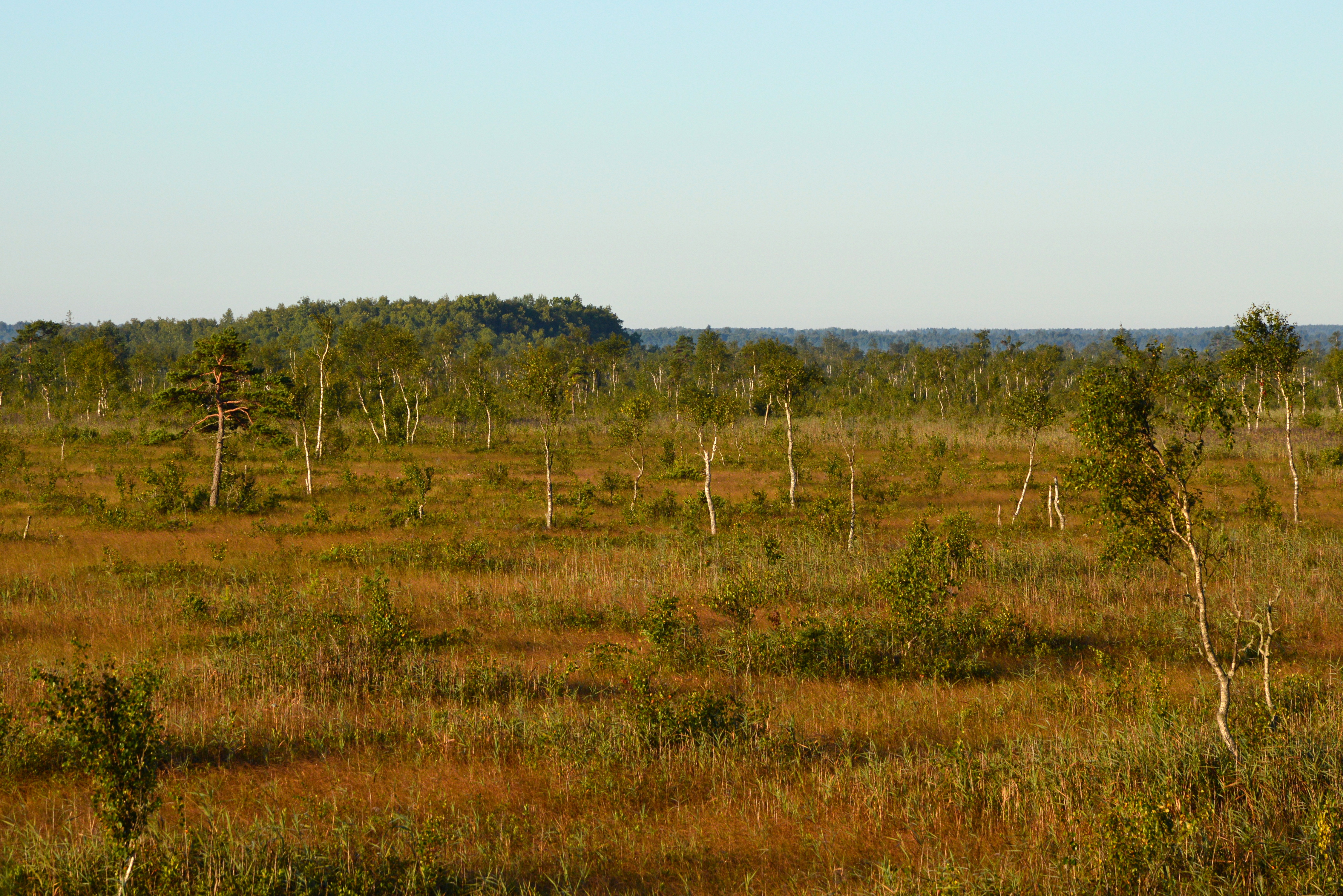
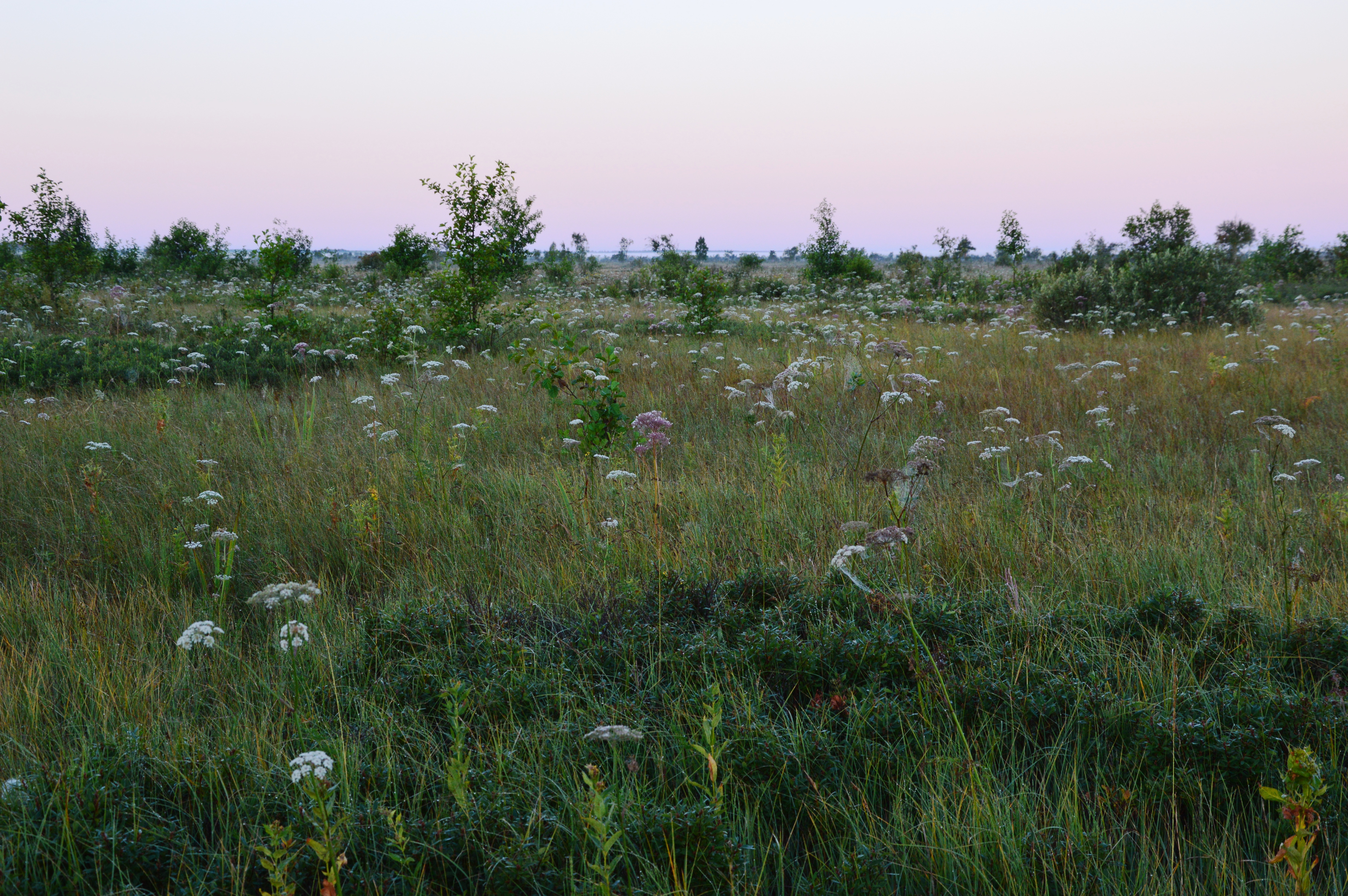
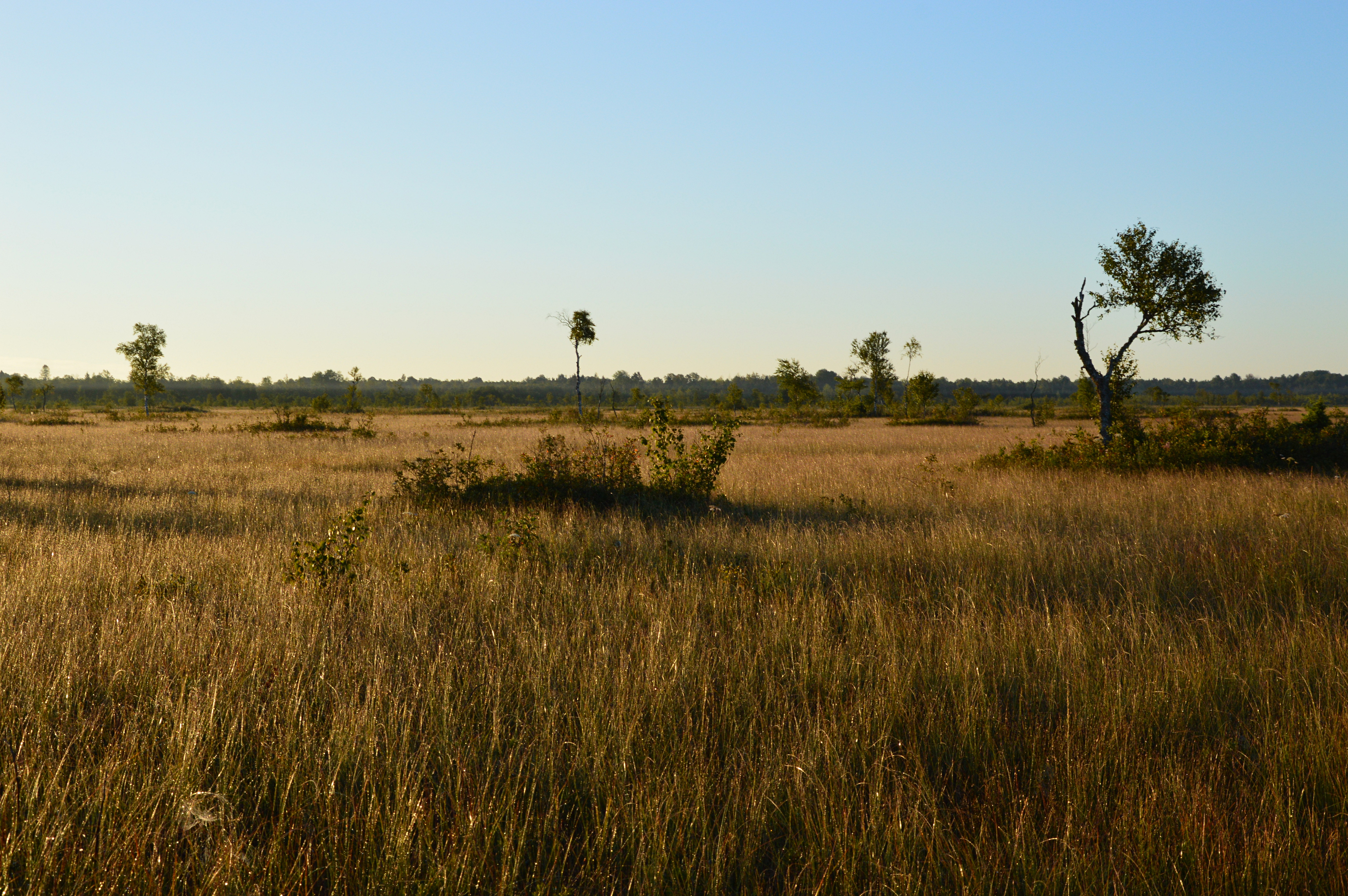